# Maria van Alanië

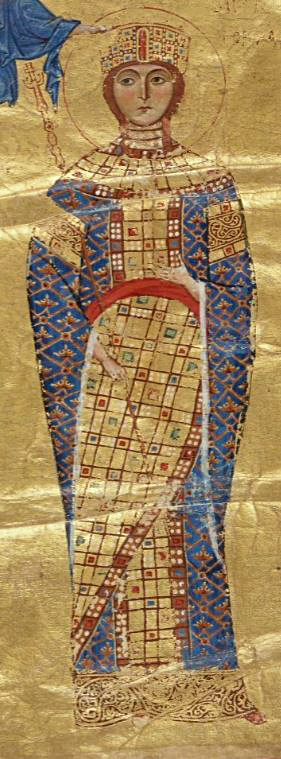

Maria van Alanië of Martha van Alanië (1053-1118) was keizerin van het Byzantijnse Rijk van 1071 tot 1081. Zij was de vrouw van twee keizers, Michaël VII Doukas en Nikephoros III Botaneiates. Alhoewel ze een groot deel van haar leven in kloosters verbleef gedroeg ze zich steeds als vorstin. Anna Komnene beschreef haar als een uitzonderlijke mooie vrouw. Ze was de dochter van koning Bagrat IV van Georgië

## Levensloop
Haar huwelijk met Michaël VII was het resultaat van onderhandelingen tijdens de Byzantijns-Seltsjoekse oorlogen, ze pas twaalf jaar oud. Haar aanmatige man werd in 1078 afgezet en beiden trokken zich terug in een klooster. De usurpator Nikephoros III Botaneiates had geen band met de keizerlijke familie. Johannes Doukas van de Doukasdynastie stelde aan de zeventigjarige Nikephoros voor om te vorige keizerin te huwen. Lijkt een goed idee, maar beiden waren nog niet gescheiden. Met wat gefoefel werd het huwelijk dan toch ingezegend.
Tijdens zijn regering werd Maria royaal behandeld en ontving zij enorme gronden en eigendommen, hij gaf haar broer, George II van Georgië, zelf de titel van keizer, om zijn nauwe banden met de keizerlijke familie te legitimeren. Niettemin was hij over zijn opvolging wazig. Maria, die een zoon had uit haar eerste huwelijk, Constantijn Doukas Porphyrogennetos, wenste dat hij zou aangesteld worden als co-keizer. Het talmen van haar man dwong haar naar het zoeken naar meer zekerheid, dit vond ze bij Alexios I Komnenos. In 1081 werd Nikephoros van de troon gestoten. Alexios en Constantijn werden keizer. Alles ging goed tot de geboorte van Johannes II Komnenos in 1087. Maria en haar zoon werden van het hof verbannen.
Ondanks dat ze officieel non was en een sluier droeg, maakte deze overgang weinig verschil voor Maria's levensstijl en zette ze haar gebruikelijke liefdadigheidsactiviteiten voort, waaronder donaties. Ze trok in het luxueuze Manganapaleis, waar ze "een alternatieve hof" organiseerde. Anna Komnene, de dochter van Alexios, werd door haar opgevoed.
Na de dood van haar zoon Constantijn in 1096 keerde ze naar haar geboorteland terug, waar ze nog een invloedrijke rol zal spelen.